# Skedsmo
Skedsmo es un municipio en la provincia de Akershus, Noruega. Es parte del distrito tradicional de Romerike y tiene una población de 51 725 habitantes según el censo de 2015. Su centro administrativo es la ciudad de Lillestrøm, donde vive alrededor de un tercio de la población del municipio. Otras importantes ciudades son Skedsmokorset, Skjetten y Strømmen.
El periódico local es Romerikes Blad (circulación 39 139 en 2004) y se imprime diariamente.